# Thung lũng Silicon (phim truyền hình)
Thung lũng Silicon là một bộ phim truyền hình hài của Mỹ do Mike Judge, John Altschuler và Dave Krinsky sáng tạo. Phim được công chiếu trên kênh HBO vào ngày 6 tháng 4 năm 2014, kéo dài sáu mùa với tổng số 53 tập. Mùa cuối được phát sóng vào ngày 8 tháng 12 năm 2019.  Loạt phim nhại lại văn hóa của Thung lũng Silicon, xoay quanh lập trình viên Richard Hendricks do Thomas Middleditch thủ vai, thành lập công ty khởi nghiệp có tên Pied Piper, cố gắng đấu tranh và duy trì công ty của mình trước sự cạnh tranh từ các công ty lớn. Phim có sự tham gia của các diễn viên như T.J.  Miller, Josh Brener, Martin Starr, Kumail Nanjiani, Zach Woods, Amanda Crew, Matt Ross và Jimmy O. Yang.
Silicon Valley đã nhận được sự hoan nghênh của giới phê bình về cách viết và sự hài hước kể từ khi lên sóng. Bộ phim còn được đề cử nhiều giải thưởng, bao gồm năm đề cử giải Primetime Emmy liên tiếp cho Sê-ri hài xuất sắc.